# Романи, Феличе
Феличе Романи (итал. Felice Romani; 31 января 1788, Генуя, — 28 января 1865, Монелья) — итальянский поэт и драматический писатель. Ныне известен как крупнейший либреттист Италии в промежутке между Метастазио и Бойто.
В период обучения в Генуэзском университете подготовил с коллегой шеститомный словарь античной мифологии. До 1812 года путешествовал по Европе. Хорошо разбирался во французской литературе, которая служила основным источником его оперных сюжетов. 
Свои первые либретто создал для Симона Майра, который помог ему заполучить пост либреттиста при театре «Ла Скала». Особенно долго и продуктивно сотрудничал с композитором Винченцо Беллини, пока не разругался с ним из-за срыва сроков сдачи оперы «Беатриче ди Тенда». Незадолго до преждевременной смерти композитора они примирились и решили вновь работать в тандеме.
На либретто Романи написаны многие из важнейших опер периода бельканто: в частности, «Пират», «Капулетти и Монтекки», «Сомнамбула», «Норма» Беллини; «Анна Болейн», «Лукреция Борджиа», «Любовный напиток» Доницетти; «Турок в Италии», «Бьянка и Фальеро» Россини; «Король на час» Верди. Уже современники отмечали несомненные литературные достоинства этих произведений. 
Помимо либретто, написал поэму о Христофоре Колумбе и много лирических произведений, собранных под заглавием «Лирика». Похоронен в Генуе на одном из знаменитейших кладбищ мира – Стальено.